# Giovanni de Lorenzo
Giovanni de Lorenzo (Vizzini, 29 novembre 1907 - Roma, 26 aprile 1973) è stato un generale e politico italiano. Fu capo del SIFAR (1955-1962), comandante generale dell'Arma dei Carabinieri (15 ottobre 1962 - 31 gennaio 1966) e capo di stato maggiore dell'Esercito Italiano (1 febbraio 1966 - 15 aprile 1967). 
Divenne noto per il ruolo avuto nello sviluppo del Piano Solo; tale "piano" ebbe origine da una richiesta del presidente della Repubblica Antonio Segni, che al ritorno da una visita a Parigi (febbraio 1964), il 26 marzo convocò al Quirinale il gen. De Lorenzo per chiedergli di predisporre delle misure di urgenza per far fronte ad eventuali sommosse di piazza.

## Biografia

### Ufficiale e partigiano
Figlio di Aurelio de Lorenzo, un ufficiale di carriera dell'Arma di artiglieria, seguì ancora bambino il padre dalla natia Sicilia a Genova, dove si laureò in ingegneria navale. Successivamente divenne ufficiale di artiglieria. Promosso maggiore allo scoppio della seconda guerra mondiale, nel 1942 col grado di tenente colonnello partì per la Russia con l'ARMIR, come vicecapo dell'ufficio operazioni.
Dopo l'8 settembre 1943 divenne partigiano, operando dapprima sul fronte alpino, poi nella Roma occupata, quale comandante del Centro R del Servizio informazioni militare: come tale, entrò in rapporti diretti e riservati con i vertici del CLN e del CLNAI, dai quali vennero poi molti importanti esponenti della politica repubblicana. La partecipazione alla Resistenza gli procurò le simpatie degli ambienti di sinistra e fu decorato con la medaglia d'argento. Nel 1947, fu promosso colonnello per meriti di guerra e nel 1954 divenne generale di brigata.

### Al vertice del SIFAR (1955-1962)
Il 27 dicembre 1955 assunse il comando del SIFAR. Nel Servizio portò a compimento un annoso processo di trasformazioni strutturali e di indirizzo che dalle ceneri del precedente, esiguo e disordinato Servizio Informazioni Militari (SIM), generarono un organismo corposo, ordinato ed in parte efficiente. I rapporti tra De Lorenzo e Giovanni Gronchi, presidente della Repubblica, furono stretti e frequenti (i loro mandati furono, peraltro, quasi contemporanei). Aveva anche ottimi rapporti con i partiti e con Enrico Mattei. 
A posteriori, si seppe che durante il suo lungo comando (sette anni), De Lorenzo aveva iniziato una gigantesca opera di schedatura degli esponenti più in vista di tutte le istituzioni e di tutti i gruppi sociali. Dai circa duemila fascicoli stilati poco dopo la sua nomina, si passò ai circa 17 000 del 1960, finché nel 1962 il numero dei fascicoli ammontava a 117 000, stimati in 157 000 dalla commissione Beolchini: il giudizio (politico) della commissione sulla qualità delle schedature sarebbe stato in realtà poco lusinghiero, avendole definite forzosamente enfatizzate su difetti e chiacchiericci e sottintendendone quindi finalità ricattatorie. I fascicoli furono fatti distruggere da Andreotti nel 1974, al suo ritorno al Ministero della Difesa. Divenuto generale di divisione, restò a capo del Servizio per effetto di un'intervenuta legge ad personam, grazie alla quale il comando del Servizio veniva equiparato a comando di grande unità, consentendogli di conservarne la guida e di ricavarne vantaggi di carriera, come la possibilità di accedere a comandi prestigiosi. Nel 1961 fu promosso Generale di corpo d'armata.
Secondo il giornalista Renzo Trionfera, Enrico Mattei, favorevole ad un secondo mandato per il Presidente uscente (con cui aveva intessuto amicizia quando era ministro dell'industria e lottava per non chiudere l'Agip), avrebbe offerto un miliardo di lire a Gronchi per corrompere alcuni elettori al fine di rieleggerlo. De Lorenzo, sempre secondo questa tesi, sarebbe stato colui che si sarebbe materialmente occupato della distribuzione delle bustarelle. Ma la vicenda era molto più complessa: il Presidente uscente Gronchi, sponsor storico dell'ascesa di Mattei, competeva per il Quirinale con Antonio Segni e, con minori chance e solo come eventuale outsider, con Amintore Fanfani, allora Presidente del Consiglio. Il 28 marzo 1962, il SIFAR di De Lorenzo annotava che Giuseppe Saragat aveva promesso all'Internazionale Socialista che Mattei sarebbe stato ridimensionato, anzi defenestrato, e che la non rielezione di Gronchi sarebbe stata la condizione opposta dal leader socialdemocratico a Amintore Fanfani, «non proprio sfavorevole» a un ricambio al vertice dell'Eni (Fanfani aveva ripetutamente sfoggiato notevoli virtuosismi dialettici per spiegare agli americani il cosiddetto «neoatlantismo» matteiano). Un deputato vicino a Segni, Vincenzo Russo, fece pressione su Mattei affinché questi non favorisse la rielezione di Gronchi: Mattei sparì da Roma per alcuni giorni. Giovanni Gronchi non fu rieletto, ma si è supposto che abbia continuato ad avere rapporti privilegiati con De Lorenzo, visto che il 22 luglio dello stesso anno inviò il suo segretario Emo Sparisci ad avvisare Mattei che l'OAS aveva ricevuto incarico di «convincere» il condottiero dell'Eni a desistere dalla lotta contro le sette sorelle, informazione che solo dal SIFAR poteva provenire al politico.
Tecnicamente e operativamente, il SIFAR funzionava molto bene sotto questo comando. Ricevuti ausilii tecnologici e istruttori da Servizi di paesi alleati, De Lorenzo siglò con questi accordi (naturalmente segreti ed emersi soltanto parecchi anni dopo) che prevedevano la pianificazione dell'Organizzazione Gladio e del Piano Demagnetize in funzione anti-comunista, nei quali il SIFAR assumeva un ruolo, vista la portata, in precedenza riservato alle sole autorità politiche governative. Iniziava, per il generale italiano, una fase in cui avrebbe assunto in proprio una sorta di delega alla sicurezza nazionale, scavalcando il Governo, in genere poco interessato, e manlevando il Quirinale (altro polo istituzionale costituzionalmente interessato) dall'occuparsi dei dettagli. Come l'Eni di Mattei in campo economico, così il SIFAR di De Lorenzo in campo militare e strategico: entrambi sopperivano alla scarsa dedizione dei politici eletti per la gestione di materie vitali con l'accentramento di poteri in capo a due condottieri in molte cose simili.
E, se a differenza del settore economico-petrolifero l'indirizzo di gestione strategica non era così nitidamente distinto da interessi potenziali di Paesi terzi, come l'Eni, invece, anche il SIFAR agiva con piena efficienza. Non solo il Servizio disponeva di ottime informazioni dall'esterno, che a volte poteva addirittura scambiare con servizi omologhi di Paesi alleati (fatto con pochi ed episodici precedenti nella storia delle varie organizzazioni di intelligence italiane), ma aveva informazioni estremamente particolareggiate su tutto quanto riguardava l'interno.

### Comandante dei Carabinieri (1962-1966)

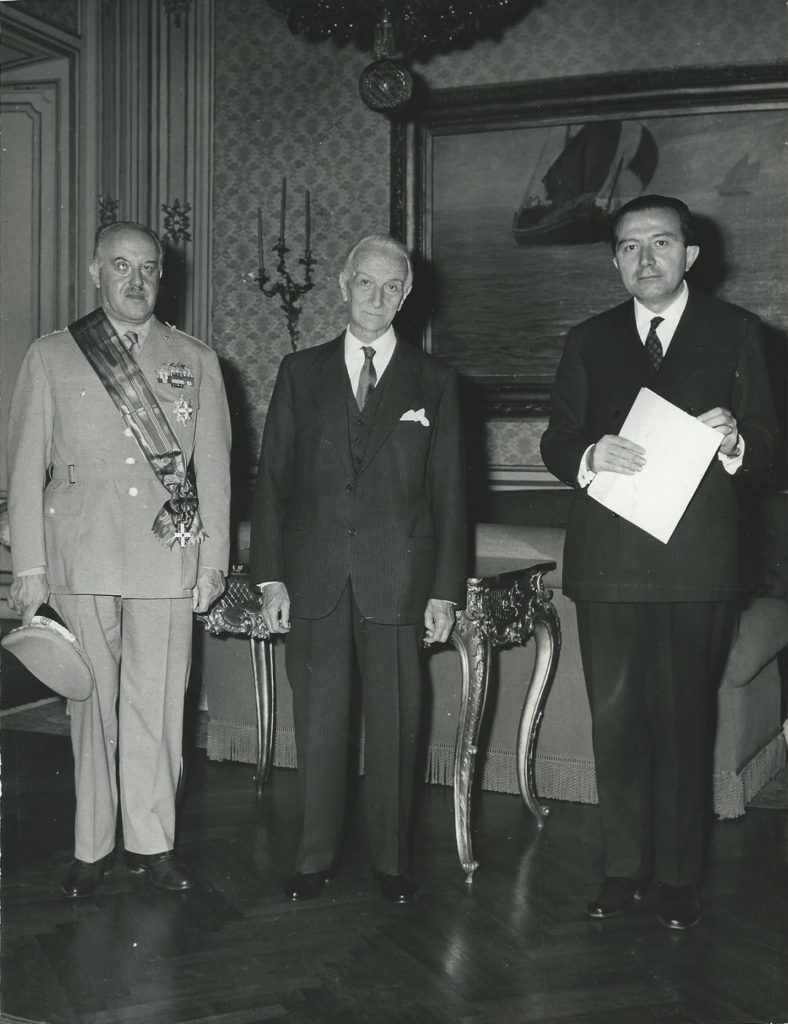
Il gen. Giovanni de Lorenzo, Antonio Segni e Giulio Andreotti, l'11 giugno 1964.

Il 15 ottobre 1962 fu nominato comandante generale dell'Arma dei Carabinieri, in un frangente internazionale di massima allerta (nell'imminenza della crisi di Cuba) e, per quanto riguarda l'Italia, solo pochi giorni dopo l'apertura del Concilio Vaticano II (che registrò una certa freddezza tra Santa Sede e Stati Uniti) e pochi giorni prima della morte di Mattei, che aveva da poco ottenuto un indiretto appoggio dall'Osservatore Romano.
Ottenuta quasi a fil di lama, strappata al generale Giuseppe Aloia per il decisivo parere del PCI, la nomina di De Lorenzo pareva incontrare il gradimento generale: delle sinistre, dei moderati e dei conservatori. Per quanto riguarda gli Stati Uniti, Fanfani inviò subito in missione riservatissima e urgente il fidato Ettore Bernabei, presidente della Rai, a conferire con Arthur Schlesinger, ufficialmente per trattare dei rapporti Stati Uniti-Vaticano. Suo vice sarebbe stato Giorgio Manes, con cui presto sarebbe entrato in urto e che poi avrebbe redatto una nota relazione accusatoria sui fatti dell'estate del 1964. Al comando generale di viale Romania, De Lorenzo si insediò con piglio e decisione, determinato a mettere ordine in una gigantesca struttura disorganizzata. Il suo comando è certamente quello più noto della storia dell'Arma ed è forse anche quello più ricco di significato, avendo apportato alla Benemerita innovazioni di primaria importanza, fra le quali la reimpostazione in chiave militare dell'apparato.
Dal suo nuovo incarico riuscì a mantenere sempre un ruolo di primo piano nella vita dell'Italia repubblicana, continuando ad avere contatti continui con il SIFAR e il Quirinale. Ne sono testimonianza gli eventi svoltisi nel luglio 1964 in seguito alla crisi del primo governo Moro. Il giorno 15 De Lorenzo venne infatti ricevuto dal Presidente della Repubblica Antonio Segni nell'ambito delle consultazioni per la formazione del nuovo Governo. Antonio Segni lo ricevette (in realtà insieme ad altri militari a lui superiori) per sapere se a suo giudizio delle eventuali elezioni anticipate avrebbero potuto turbare l'ordine pubblico e De Lorenzo rispose che «la situazione è controllata e controllabile senza fare nulla, senza fare piani». Di piani, nello specifico di piani di contingenza, De Lorenzo si intendeva bene, essendo considerato il massimo artefice della programmazione e dello sviluppo del Piano Solo.

### Capo di stato maggiore dell'Esercito (1966-1967)
Nel dicembre 1965 fu designato capo di stato maggiore dell'Esercito Italiano, ancora una volta con il gradimento delle sinistre e assunse l'incarico il 1º febbraio 1966. La sua nomina fu, infatti, vista con favore oltre che da Aldo Moro, anche da esponenti della sinistra moderata come Pietro Nenni e Giuseppe Saragat (i quali si fidavano di un ex partigiano come De Lorenzo), ma fu invisa a qualche generale (come Paolo Gaspari, comandante della Regione militare meridionale, che si dimise stilando una lettera estremamente polemica e che ebbe una moderata circolazione negli ambienti militari superiori).

#### Lo scontro con Aloia

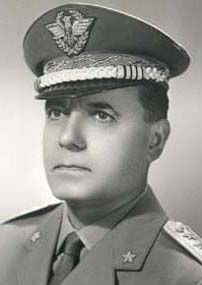
Il generale Giuseppe Aloia.

Giuseppe Aloia, passato il 22 dicembre 1965 dal ruolo di capo di stato maggiore dell'Esercito Italiano a quello (più importante) di capo di stato maggiore della difesa (mentre poco dopo allo S.M. Esercito gli subentrava De Lorenzo), ne approfittò per allargare a tutte e tre le forze armate l'esperienza dei corsi di ardimento, da lui stesso patrocinati inizialmente nel solo Esercito, con accese reazioni da parte della stampa di sinistra.
Questo avvenimento scatenò, peraltro, un aspro conflitto tra i due generali, che avrebbe determinato il definitivo declino militare di De Lorenzo. Un prodromo di tali ostilità fu rappresentato dal cosiddetto scandalo delle «mine d'oro»: un curioso «pellegrinaggio» di mine da un capo all'altro del suolo nazionale, messo in atto per avvantaggiare talune imprese preposte allo sminamento. Emerse il nome del generale Aldo Senatore, uomo assai vicino ad Aloia, e l'indiscrezione, come sarà dimostrato più tardi, scaturiva dal ricco «fondo documentale SIFAR» (dove regnava Allavena, alleato di De Lorenzo). Nell'aprile 1966, De Lorenzo sconfessò la linea Aloia – che malgrado le polemiche non desisteva dai «suoi» corsi di ardimento – abolendoli per quanto riguardava l'esercito (di cui De Lorenzo era da poco divenuto capo di stato maggiore).
Al di là degli antagonismi personali, Aloja appariva l'araldo di una concezione – emersa dal Parco dei Principi – che teorizzava la necessità di un più avanzato (anche psicologicamente) approntamento delle forze che avrebbero difeso l'Occidente in uno scontro di cui si presentiva l'imminenza, laddove De Lorenzo, pur essendo un indubbio «falco atlantico», non riteneva che le misure di sicurezza già esistenti richiedessero una speciale intensificazione. Nel maggio 1966 trapelò la notizia dell'improvviso acquisto dagli Stati Uniti di M60A1, un carro armato inadatto al trasporto ferroviario per la sua mole incompatibile con le gallerie italiane. Poiché tale fornitura militare era stata approvata da Andreotti e Aloia, si trattava di un altro siluro del SIFAR, ma a cadere sarà la testa di Allavena: il generale destituito fu contemporaneamente riassegnato al Consiglio di Stato, dopo un infruttuoso tentativo di riciclarlo nella Corte dei conti. Ad ogni modo, la permanenza di Allavena al Consiglio di Stato terminò nel 1967, per aver egli asportato numerosi fascicoli del servizio, prima di passare il testimone al suo successore, ammiraglio Eugenio Henke. Il nuovo assetto del servizio segreto, nel frattempo ridenominato SID, non consentiva più di mantenere il coperchio sulle attività di dossieraggio care a De Lorenzo. In particolare, gli risultò fatale il fatto di aver sistematicamente spiato e schedato lo stesso capo dello Stato.

### La destituzione
Nel gennaio 1967 il ministro della difesa Roberto Tremelloni, rispondendo ad alcune interrogazioni parlamentari sui fascicoli personali raccolti dal vecchio SIFAR, ammise che si erano verificate «deviazioni» dei servizi segreti . Il 15 aprile 1967, dopo che aveva rifiutato un'uscita di scena più discreta e onorevole (gli era stata proposta la nomina ad ambasciatore in Sud America come ricompensa per le spontanee dimissioni, che De Lorenzo tuttavia non intese rassegnare), De Lorenzo fu destituito dall'incarico di capo dello stato maggiore dell'Esercito.
Nello stesso momento – essendo divenute parzialmente conoscibili le conclusioni della commissione Beolchini una commissione interna del ministero della difesa (vi è riportato il testo incompleto disponibile all'epoca: la desegretazione sarebbe stata concessa da Giulio Andreotti solo nel 1990) – suscitò notevole scalpore il settimanale L'Espresso titolando a caratteri cubitali, in copertina:
Una commissione parlamentare, istituita nel marzo 1969 e lungamente osteggiata dai democristiani, fu punteggiata da svariate morti singolari di testimoni (il 27 aprile 1969, quella del generale Ciglieri in uno strano incidente stradale, il 25 giugno dello stesso anno il generale Manes colto da malore prima di aprir bocca in commissione). La commissione (con una relazione di maggioranza di 1410 pagine) tese a ridimensionare la gravità delle anomalie riscontrate: essa censurò con espressioni dure il comportamento tenuto da De Lorenzo, ma ritenne che il suo piano illegittimo (perché approntato all'insaputa dei responsabili governativi e delle altre forze dell'ordine e affidato unicamente ai carabinieri) fosse irrealizzabile e fantasticante, bollandolo come «una deviazione deprecabile» ma non come un tentativo di colpo di Stato. Nel 1971 il Presidente del Consiglio Emilio Colombo, avuta l'approvazione del Parlamento dopo un dibattito, affermò che «le irregolarità di alcune misure in materia di ordine pubblico» non costituirono una minaccia per le istituzioni. Tra l'altro, in quella sede veniva disposta la distruzione dei trentaquattromila fascicoli illegali, ma evidentemente alle parole non seguirono i fatti fino al 1974, quando Andreotti ordinò di bruciarli davvero, e non si sa se in ogni caso ne siano circolate delle copie abusive anche molto tempo dopo. I più stretti collaboratori di De Lorenzo, anche quelli di cui era emerso il coinvolgimento in azioni poco ortodosse, furono invece tutti promossi ad importanti ruoli di comando nell'Arma dei Carabinieri. Lasciato lo stato maggiore, De Lorenzo fu destinato presso il Ministero della Difesa per incarichi speciali. Andò in congedo nel 1970.

### Gli ultimi anni, la politica e la morte
Alle elezioni politiche del 19 maggio 1968 De Lorenzo fu eletto alla Camera dei deputati tra le file del Partito Democratico Italiano di Unità Monarchica. In quell'elezione furono eletti anche Eugenio Scalfari (alla Camera) e Lino Jannuzzi (al Senato), entrambi con i socialisti. A Montecitorio De Lorenzo fece parte della commissione difesa. Nel 1971 lasciò i monarchici e aderì al gruppo del MSI, dove venne rieletto nel 1972 fino alla sua morte avvenuta nel 1973, e sostituito da Michele Marchio.  Secondo alcuni riscontri giornalistici, De Lorenzo negli anni '70 sarebbe stato iscritto alla loggia massonica P2 di Licio Gelli, anche se ufficialmente non risulta nella lista degli iscritti.
Poco prima di morire, De Lorenzo si vide revocare la cittadinanza onoraria del comune di Cotignola, conferita per i meriti acquisiti durante la Resistenza.